# Oleksiy Oliynyk
Alexey Alexeyevich Oleynik (en ucraniano: Олексі́й Олексі́йович Олі́йник, 21 de junio de 1977; en ruso: Алексей Алексеевич Олейник) es un artista marcial mixto ucraniano que actualmente compite en la categoría de peso pesado en Ultimate Fighting Championship. Profesional desde que comenzó su carrera en 1997, es un veterano de M-1 Global y ha peleado en empresas como Bellator, KSW, BodogFIGHT y YAMMA Pit Fighting. Es el único peleador en ganar una pelea de UFC con un Ekekiel Choke, y ahora lo ha hecho dos veces. Oleynik también tiene el récord de más victorias con un Ezequiel choke en las competiciones de MMA, con doce. Actualmente, Oleynik se encuentra como el peso pesado #11 en los rankings oficiales de UFC.

## Carrera de artes marciales mixtas

### Ultimate Fighting Championship
En noviembre de 2013, Oleynik anunció que firmó un contrato con UFC, y se esperaba que se enfrentara a Jared Rosholt el 25 de enero de 2014 en UFC on Fox 10. Sin embargo, Oleynik fue forzado a salir de la pelea por una lesión y Rosholt fue retirado del evento.
En su debut, Oleynik se enfrentó al debutante Anthony Hamilton el 28 de junio de 2014 en UFC Fight Night: Swanson vs. Stephens. Ganó la pelea por medio de la sumisión vía scarf hold headlock al principio de la primera ronda.
La pelea reprogramada con Jared Rosholt tuvo lugar el 22 de noviembre de 2014 en UFC Fight Night 57. Ganó la pelea por nocaut en la primera ronda. Tras el combate recibió el premio a la Actuación de la Noche.
En una entrevista el 9 de septiembre de 2015, Oleynik indicó que había sido sometido a múltiples cirugías de rodilla y posterior rehabilitación. Oleynik dijo que no tiene intención de retirarse y espera un posible regreso en algún momento a mediados de 2016.
Oleynik se enfrentó a Daniel Omielańczuk el 13 de julio de 2016 en UFC Fight Night 91. Perdió la pelea por decisión mayoritaria.
Oleynik se enfrentó a Viktor Pešta el 15 de enero de 2017 en UFC Fight Night 103. Ganó la pelea en la primera ronda a través del estrangulador Ezekiel, el primero en la historia de UFC y se le otorgó el premio a la Actuación de la Noche.
Oleynik se enfrentó a Travis Browne el 8 de julio de 2017 en UFC 213. Derribó a Browne con un gancho de derecha en el primer asalto y mostró su ataque superior cuando ganó la pelea por sumisión, con un rear-naked choke en la segunda ronda.
Oleynik se enfrentó a Curtis Blaydes el 4 de noviembre de 2017 en UFC 217. El árbitro detuvo la pelea en la segunda ronda luego de que Blaydes le propinara una patada ilegal cuando se encontraba derribado y llamó a un médico para que verificara a Oleynik. La pelea se detuvo debido al consejo del médico. La repetición, sin embargo, mostró que el golpe no produjo un daño significativo (ya que solo rozó la oreja), y la pelea fue declarada victoria por TKO para Blaydes.
Oleynik se enfrentó a Júnior Albini el 12 de mayo de 2018 en el UFC 224. Ganó la pelea por sumisión en la primera ronda a través de un Ezequiel Choke, marcando su segunda victoria a través de este raro método en el UFC. Tras la victoria, recibió su tercer premio a la Actuación de la Noche.
Oleynik fue brevemente vinculado a una pelea con Fabrício Werdum el 15 de septiembre de 2018 en UFC Fight Night 136. Sin embargo, el 22 de mayo, Werdum fue señalado por una potencial violación de dopaje de USADA. Ahora se espera que Oleynik se enfrente a Mark Hunt en el combate estelar de la noche.
Oleynik se enfrentó a Mark Hunt el 15 de septiembre de 2018 en el UFC Fight Night: Hunt vs. Oliynyk. Ganó el combate por sumisión.
Oleynik se enfrentó a Alistair Overeem el 20 de abril de 2019 en el UFC Fight Night: Overeem vs. Oleinik. Perdió el combate por nocaut técnico.
Oleynik se enfrentó a Walt Harris el 20 de julio de 2019 en el evento UFC on ESPN: dos Anjos vs. Edwards. Perdió el combate por KO en el primer asalto.
Oleynik se enfrentó a Greene el 18 de enero de 2020 en el UFC 246. Ganó el combate por sumisión en el segundo round.
Oleynik se enfrentó a Fabricio Werdum el 9 de mayo de 2020 en el UFC 249. Ganó el combate por decisión dividida.
Oleynik se enfrentó a Derrick Lewis el 8 de agosto de 2020 en el evento UFC Fight Night: Lewis vs. Oleinik. Perdió el combate por TKO en el segundo asalto.
Oleynik se enfrentó a Chris Daukus el 20 de febrero de 2021 en el UFC Fight Night: Blaydes vs. Lewis. Perdió el combate por nocaut técnico.
Oleynik se enfrentó a Sergey Spivak el 19 de junio de 2021 en el UFC on ESPN: The Korean Zombie vs Ige. Perdió el combate por decisión unánime.
Oleynik se enfrentó a Jared Vanderaa el 9 de abril de 2022 en el UFC 273. Ganó el combate por sumisión.

## Campeonatos y logros
- Ultimate Fighting Championship
  - Actuación de la Noche (seis veces)vs. Jared Rosholt, Viktor Pešta, Júnior Albini, Mark Hunt, Maurice Greene y Jared Vanderaa
  - Primer peleador en la historia de la UFC en finalizar un combate con un Ezekiel choke.
  - Único peleador en la historia de UFC en finalizar un combate con un Ezekiel choke.

## Récord en artes marciales mixtas
| Récord profesional | Récord profesional | Récord profesional |
| 77 peleas          | 60 victorias       | 16 derrotas        |
| ------------------ | ------------------ | ------------------ |
| Nocaut             | 8                  | 9                  |
| Sumisión           | 47                 | 2                  |
| Decisión           | 5                  | 5                  |
| Empate             | 1                  | 1                  |

| Resultado | Récord  | Oponente                | Método                                 | Evento                                                   | Fecha                    | Ronda | Tiempo | Localización                     | Notas                                         |
| --------- | ------- | ----------------------- | -------------------------------------- | -------------------------------------------------------- | ------------------------ | ----- | ------ | -------------------------------- | --------------------------------------------- |
| Victoria  | 60–16–1 | Jared Vanderaa          | Sumisión (estrangulamiento de bufanda) | UFC 273                                                  | 9 de abril de 2022       | 1     | 3:55   | Las Vegas, Nevada                | Actuación de la Noche                         |
| Derrota   | 59–16–1 | Sergey Spivak           | Decisión (unánime)                     | UFC on ESPN: The Korean Zombie vs. Ige                   | 19 de junio de 2021      | 3     | 5:00   | Las Vegas, Nevada                |                                               |
| Derrota   | 59–15–1 | Chris Daukaus           | TKO (golpes)                           | UFC Fight Night: Blaydes vs. Lewis                       | 20 de febrero de 2021    | 1     | 1:55   | Las Vegas, Nevada                |                                               |
| Derrota   | 59–14–1 | Derrick Lewis           | TKO (golpes)                           | UFC Fight Night: Lewis vs. Oleinik                       | 8 de agosto de 2020      | 2     | 0:21   | Las Vegas, Nevada                |                                               |
| Victoria  | 59–13–1 | Fabricio Werdum         | Decisión (dividida)                    | UFC 249                                                  | 9 de mayo de 2020        | 3     | 5:00   | Jacksonville, Florida            |                                               |
| Victoria  | 58–13–1 | Maurice Greene          | Sumisión (armbar)                      | UFC 246                                                  | 18 de enero de 2020      | 2     | 4:38   | Paradise, Nevada                 | Actuación de la Noche.                        |
| Derrota   | 57–13–1 | Walt Harris             | KO (golpe)                             | UFC on ESPN: dos Anjos vs. Edwards                       | 20 de julio de 2019      | 1     | 0:12   | San Antonio, Texas               |                                               |
| Derrota   | 57–12–1 | Alistair Overeem        | TKO (rodillazos y golpes)              | UFC Fight Night: Overeem vs. Oleinik                     | 20 de abril de 2019      | 1     | 4:45   | San Petersburgo                  |                                               |
| Victoria  | 57–11–1 | Mark Hunt               | Sumisión (rear-naked choke)            | UFC Fight Night: Hunt vs. Oliynyk                        | 15 de septiembre de 2018 | 1     | 4:26   | Moscú                            | Actuación de la Noche.                        |
| Victoria  | 56–11–1 | Júnior Albini           | Sumisión (Ezekiel choke)               | UFC 224                                                  | 12 de mayo de 2018       | 1     | 1:45   | Río de Janeiro                   | Actuación de la Noche.                        |
| Derrota   | 55–11–1 | Curtis Blaydes          | TKO (parada médica)                    | UFC 217                                                  | 4 de noviembre de 2017   | 2     | 1:56   | Ciudad de Nueva York, Nueva York |                                               |
| Victoria  | 55–10–1 | Travis Browne           | Sumisión (rear-naked choke)            | UFC 213                                                  | 8 de julio de 2017       | 2     | 3:44   | Las Vegas, Nevada                |                                               |
| Victoria  | 54–10–1 | Viktor Pešta            | Sumisión (Ezekiel choke)               | UFC Fight Night: Rodríguez vs. Penn                      | 15 de enero de 2017      | 1     | 2:57   | Phoenix, Arizona                 | Actuación de la Noche.                        |
| Derrota   | 53–10–1 | Daniel Omielańczuk      | Decisión (mayoritaria)                 | UFC Fight Night: McDonald vs. Lineker                    | 13 de julio de 2016      | 3     | 5:00   | Sioux Falls, South Dakota        |                                               |
| Victoria  | 53–9–1  | Jared Rosholt           | KO (golpes)                            | UFC Fight Night: Edgar vs. Swanson                       | 22 de noviembre de 2013  | 1     | 3:21   | Austin, Texas                    | Actuación de la Noche.                        |
| Victoria  | 52–9–1  | Anthony Hamilton        | Sumisión (scarf-hold headlock)         | UFC Fight Night: Swanson vs. Stephens                    | 28 de junio de 2013      | 1     | 2:18   | San Antonio, Texas               |                                               |
| Victoria  | 51–9–1  | Mirko Cro Cop           | Sumisión (scarf-hold headlock)         | Legend Fight Show 2                                      | 8 de noviembre de 2013   | 1     | 4:42   | Moscú                            |                                               |
| Victoria  | 50–9–1  | Dion Staring            | Sumisión (arm-triangle choke)          | ProFC 50                                                 | 16 de octubre de 2013    | 1     | 1:41   | Rostov                           |                                               |
| Victoria  | 49–9–1  | Jeff Monson             | Sumisión (rear-naked choke)            | Oplot Challenge 54                                       | 20 de junio de 2013      | 2     | 2:12   | Járkov                           |                                               |
| Victoria  | 48–9–1  | Tony Lopez              | Sumisión (triangle choke)              | Oplot Challenge 53                                       | 20 de abril de 2013      | 3     | 3:19   | Járkov                           |                                               |
| Victoria  | 47–9–1  | Leo Pla                 | TKO (golpes)                           | Oplot Challenge 43                                       | 16 de marzo de 2013      | 1     | 2:56   | Járkov                           |                                               |
| Victoria  | 46–9–1  | Martin Hudey            | Sumisión (rear-naked choke)            | Oplot Challenge 12                                       | 10 de noviembre de 2012  | 1     | 1:48   | Járkov                           |                                               |
| Victoria  | 45–9–1  | Mike Stewart            | Sumisión (scarf-hold headlock)         | WCMMA 1                                                  | 15 de septiembre de 2012 | 2     | 1:03   | Ledyard, Connecticut             | Ganó el campeonato de WCMMA del peso pesado.  |
| Victoria  | 44–9–1  | Jerry Otto              | Sumisión (Ezekiel choke)               | SK Oplot 2                                               | 13 de mayo de 2012       | 1     | 2:20   | Járkov                           |                                               |
| Victoria  | 43–9–1  | Sergey Terezinov        | Sumisión (armbar)                      | SK Oplot 1                                               | 25 de marzo de 2012      | 1     | 1:05   | Moscú                            |                                               |
| Derrota   | 42–9–1  | Jeff Monson             | Decisión (dividida)                    | M-1 Challenge 31                                         | 16 de marzo de 2012      | 3     | 5:00   | Moscú                            |                                               |
| Derrota   | 42–8–1  | Magomed Malikov         | TKO (golpes)                           | Fight Star                                               | 22 de julio de 2011      | 1     | 2:39   | Anapa                            |                                               |
| Victoria  | 42–7–1  | Ernest Kostanyan        | Sumisión (rear-naked choke)            | Razdolie Cup                                             | 26 de junio de 2011      | 1     | 1:22   | Moscú                            |                                               |
| Derrota   | 41–7–1  | Neil Grove              | TKO (patada al cuerpo y golpes)        | Bellator 29                                              | 16 de septiembre de 2010 | 1     | 0:45   | Milwaukee, Wisconsin             | Semifinal del torneo de peso pesado.          |
| Victoria  | 41–6–1  | Mike Hayes              | Decisión (dividida)                    | Bellator 26                                              | 26 de agosto de 2010     | 3     | 5:00   | Kansas City, Misuri              | Cuartos de final del torneo de peso pesado.   |
| Derrota   | 40–6–1  | Michał Kita             | TKO (golpes)                           | IAFC: Mayor's Cup 2009                                   | 28 de noviembre de 2009  | 1     | 1:17   | San Petersburgo                  | Final de la Mayor Cup                         |
| Victoria  | 40–5–1  | Thiago dos Santos       | Sumisión (rear-naked choke)            | IAFC: Mayor's Cup 2009                                   | 28 de noviembre de 2009  | 1     | 4:22   | San Petersburgo                  | Segunda ronda de la Mayor Cup.                |
| Victoria  | 39–5–1  | Eddy Bengtsson          | Sumisión (punches)                     | IAFC: Mayor's Cup 2009                                   | 28 de noviembre de 2009  | 2     | 1:55   | San Petersburgo                  | Ronda inicial de la Mayor Cup.                |
| Empate    | 38–5–1  | Rogent Lloret           | Empate (unánime)                       | M-1 Global: Breakthrough                                 | 28 de agosto de 2009     | 3     | 5:00   | Kansas City, Misuri              |                                               |
| Victoria  | 38–5    | Lee Sang-Soo            | Sumisión (Ezekiel choke)               | M-1 Challenge 12: USA                                    | 21 de febrero de 2009    | 2     | 4:27   | Tacoma, Washington               |                                               |
| Victoria  | 37–5    | Jessie Gibbs            | Sumisión (Ezekiel choke)               | M-1 Challenge 11: 2009 Challenge Finals                  | 11 de enero de 2009      | 2     | 3:42   | Amstelveen                       |                                               |
| Victoria  | 36–5    | Islam Dadalov           | TKO (golpes)                           | ProFC: President Cup                                     | 25 de octubre de 2008    | 1     | 2:33   | San Petersburgo                  | Ganó la copa ProFC Russian Presidents.        |
| Victoria  | 35–5    | Abdülhalik Magomedov    | Sumisión (heel hook)                   | ProFC: President Cup                                     | 25 de octubre de 2008    | 1     | 0:48   | San Petersburgo                  |                                               |
| Victoria  | 34–5    | Telman Sherifov         | Sumisión (guillotine choke)            | ProFC: Grand Prix                                        | 4 de octubre de 2008     | 1     | 1:25   | San Petersburgo                  |                                               |
| Victoria  | 33–5    | Oleg Kutepov            | Sumisión (inverted armbar)             | ProFC: Grand Prix                                        | 4 de octubre de 2008     | 1     | 1:21   | San Petersburgo                  |                                               |
| Victoria  | 32–5    | Magomedbag Agaev        | Sumisión (scarf-hold armlock)          | ProFC: Grand Prix                                        | 4 de octubre de 2008     | 1     | 3:47   | San Petersburgo                  |                                               |
| Derrota   | 31–5    | Konstantyn Stryzhak     | TKO (golpes)                           | CSFU: Champions League                                   | 13 de septiembre de 2008 | 1     | 4:20   | Poltava                          |                                               |
| Victoria  | 31–4    | Makasharip Makasharipov | Decisión (unánime)                     | CSFU: Champions League                                   | 13 de septiembre de 2008 | 3     | 5:00   | Poltava                          |                                               |
| Victoria  | 30–4    | Alexander Timonov       | Sumisión (Ezekiel choke)               | M-1 Challenge 4: Battle on the Neva 2                    | 27 de junio de 2008      | 1     | 1:09   | San Petersburgo                  |                                               |
| Victoria  | 29–4    | Daniel Dowda            | Decisión (unánime)                     | KSW IX: Konfrontacja                                     | 9 de mayo de 2008        | 2     | 5:00   | Varsovia                         | Peso acordado (209 lb)                        |
| Derrota   | 28–4    | Chris Tuchscherer       | Decisión (unánime)                     | YAMMA Pit Fighting                                       | 11 de abril de 2008      | 1     | 5:00   | Atlantic City, New Jersey        | Semifinal del YAMMA Pit Fighting.             |
| Victoria  | 28–3    | Sherman Pendergarst     | Sumisión (Ezekiel choke)               | YAMMA Pit Fighting                                       | 11 de abril de 2008      | 1     | 4:18   | Atlantic City, New Jersey        | Cuartos de final del YAMMA Pit Fighting.      |
| Victoria  | 27–3    | Gela Getsadze           | TKO (golpes)                           | Mix Fight Tournament                                     | 14 de diciembre de 2007  | 1     | 1:48   | Yaroslavl                        |                                               |
| Victoria  | 26–3    | Ishkhan Zakharian       | Sumisión (armbar)                      | Mix Fight Tournament                                     | 14 de diciembre de 2007  | 1     | 2:56   | Yaroslavl                        |                                               |
| Victoria  | 25–3    | Andrey Oleinik          | Sumisión (heel hook)                   | Mix Fight Tournament                                     | 14 de diciembre de 2007  | 1     | 1:30   | Yaroslavl                        |                                               |
| Victoria  | 24–3    | Timur Gasanov           | Sumisión (Ezekiel choke)               | Perm Regional MMA Federation: MMA Professional Cup       | 23 de noviembre de 2007  | 1     | 1:19   | Perm                             |                                               |
| Victoria  | 23–3    | Alavutdin Gadzhiyev     | Sumisión (Ezekiel choke)               | Perm Regional MMA Federation: MMA Professional Cup       | 23 de noviembre de 2007  | 1     | 0:46   | Perm                             |                                               |
| Victoria  | 22–3    | Adlan Amagov            | Sumisión (Ezekiel choke)               | Perm Regional MMA Federation: MMA Professional Cup       | 23 de noviembre de 2007  | 1     | 1:00   | Perm                             |                                               |
| Victoria  | 21–3    | Krzysztof Kułak         | Sumisión (bulldog choke)               | KSW 8                                                    | 10 de noviembre de 2007  | 1     | 2:50   | Varsovia                         | Ganó el toreno de peso pesado de KSW.         |
| Victoria  | 20–3    | Karol Bedorf            | Sumisión (triangle choke)              | KSW 8                                                    | 10 de noviembre de 2007  | 1     | 1:03   | Varsovia                         |                                               |
| Victoria  | 19–3    | Lukasz Wos              | Sumisión (rear-naked choke)            | KSW 8                                                    | 10 de noviembre de 2007  | 1     | 0:50   | Varsovia                         |                                               |
| Victoria  | 18–3    | Shamil Nurmagomedov     | Sumisión (Ezekiel choke)               | Legion Fight 1                                           | 20 de octubre de 2007    | 1     | N/A    | Rostov-on-Don                    |                                               |
| Derrota   | 17–3    | Chael Sonnen            | Decisión (unánime)                     | BodogFight                                               | 2 de diciembre de 2006   | 3     | 5:00   | Vancouver, British Columbia      |                                               |
| Victoria  | 17–2    | Ishkhan Zakharian       | Sumisión (triangle choke)              | Legion Fight: Black Sea Cup                              | 15 de agosto de 2006     | 1     | 1:21   | Anapa                            |                                               |
| Victoria  | 16–2    | Vladimir Rudakov        | Sumisión (triangle choke)              | IAFC: Cup of Russia in Professional Pankration           | 14 de abril de 2006      | 1     | 2:41   | Novosibirsk                      | Ganó la copa Pankration Cup of Russia.        |
| Victoria  | 15–2    | Magomed Sultanakhmedov  | Sumisión (arm-triangle choke)          | IAFC: Cup of Russia in Professional Pankration           | 14 de abril de 2006      | 1     | 0:35   | Novosibirsk                      |                                               |
| Victoria  | 14–2    | Shavkat Urakov          | Sumisión (rear-naked choke)            | IAFC: Cup of Russia in Professional Pankration           | 14 de abril de 2006      | 1     | 0:41   | Novosibirsk                      |                                               |
| Derrota   | 13–2    | Flavio Luiz Moura       | Sumisión técnica (rear-naked choke)    | M-1 MFC: Middleweight GP                                 | 9 de octubre de 2004     | 1     | 1:11   | San Petersburgo                  | Perdió el gran premio de peso mediano de M-1. |
| Victoria  | 13–1    | Marcelo Alfaya          | Decisión (unánime)                     | M-1 MFC: Middleweight GP                                 | 9 de octubre de 2004     | 2     | 5:00   | San Petersburgo                  |                                               |
| Victoria  | 12–1    | Azred Telkusheev        | Sumisión (heel hook)                   | M-1: Middleweight Grand Prix                             | 27 de agosto de 2004     | 1     | 0:38   | San Petersburgo                  |                                               |
| Victoria  | 11–1    | Ubaidula Chopolaev      | Sumisión (rear-naked choke)            | M-1: Middleweight Grand Prix                             | 27 de agosto de 2004     | 1     | 0:48   | San Petersburgo                  |                                               |
| Victoria  | 10–1    | Ramin Tagiev            | Sumisión (rear-naked choke)            | M-1: Middleweight Grand Prix                             | 27 de agosto de 2004     | 1     | 2:03   | San Petersburgo                  |                                               |
| Victoria  | 9–1     | Igor Bondarenko         | Sumisión (rear-naked choke)            | Land of Peresvit                                         | 7 de diciembre de 2001   | 1     | 2:03   | Kiev                             |                                               |
| Victoria  | 8–1     | Gennadiy Matsigora      | Sumisión (triangle choke)              | Land of Peresvit                                         | 7 de diciembre de 2001   | 1     | 2:25   | Kiev                             |                                               |
| Victoria  | 7–1     | Gennadiy Matsigora      | Sumisión (armbar)                      | InterPride 1999                                          | 16 de mayo de 1999       | 1     | 2:03   | Járkov                           |                                               |
| Victoria  | 6–1     | Vladimir Malyshev       | TKO (golpes)                           | InterPride 1999                                          | 16 de mayo de 1999       | 1     | 2:30   | Járkov                           |                                               |
| Victoria  | 5–1     | Clarence Thatch         | Sumisión (golpes)                      | International Super Challenge 1998                       | 16 de marzo de 1998      | 1     | 3:43   | Kiev                             |                                               |
| Derrota   | 4–1     | Leonid Efremov          | Sumisión (rear-naked choke)            | IAFC: Absolute Fighting Championship 2                   | 30 de abril de 1997      | 1     | 2:48   | Moscú                            |                                               |
| Victoria  | 4–0     | Igor Akinin             | Sumisión (guillotine choke)            | IAFC: Absolute Fighting Championship 2                   | 30 de abril de 1997      | 1     | N/A    | Moscú                            |                                               |
| Victoria  | 3–0     | Artem Kondratko         | Sumisión (rear-naked choke)            | Minamoto Clan: Ukraine Open No Holds Barred Championship | 10 de noviembre de 1996  | 1     | 4:09   | Járkov                           |                                               |
| Victoria  | 2–0     | Sergey Zalikhvatko      | TKO (golpes)                           | Minamoto Clan: Ukraine Open No Holds Barred Championship | 10 de noviembre de 1996  | 1     | 1:52   | Járkov                           |                                               |
| Victoria  | 1–0     | Alexandr Kruglenko      | Sumisión (rear-naked choke)            | Minamoto Clan: Ukraine Open No Holds Barred Championship | 10 de noviembre de 1996  | 1     | 3:06   | Járkov                           |                                               |